# Krüzen
Krüzen er en kommune i det nordlige Tyskland, beliggende i Amt Lütau i den sydøstlige del af Kreis Herzogtum Lauenburg. Kreis Herzogtum Lauenburg ligger i delstaten Slesvig-Holsten.

## Geografi
Krüzen ligger cirka tre kilometer nord for floden Elben, og Lauenburg.